# 阿西姆·萨利姆·巴杰瓦
阿西姆·萨利姆·巴杰瓦（1968年12月5日—，乌尔都语，旁遮普语: عاصم سلیم باجوہ‬），简称小巴杰瓦（和现任巴基斯坦陆军参谋长卡马尔·贾韦德·巴杰瓦区别）。是一名退休的巴基斯坦中将，曾于2019年11月至2021年8月担任中国-巴基斯坦经济走廊管理局主席，并于2020年4月28日至2020年10月12日担任时任巴基斯坦总理伊姆兰·汗的特别助理。 2016年12月11日，小巴杰瓦被任命为巴基斯坦陆军武器监察部监察长，直到2017年9月被任命为巴基斯坦陆军第十二军司令。此前，他还在2012年至2016年担任巴基斯坦三军公共关系处处长。